# János Székely (calciatore)
János József Székely (Timișoara, 13 maggio 1983) è un ex calciatore rumeno, di ruolo centrocampista.

## Carriera
Cresce nelle giovanili del Politehnica Timisoara che lo fa esordire in Divizia B a 18 anni nel 2001. Nel 2003 si trasferisce all'Universitatea Cluj sempre in Divizia B, dove realizza 22 gol in 87 partite di campionato.
Nel gennaio 2006 avviene il suo trasferimento all'Otelul Galati in Liga I. Il 7 luglio 2007 esordisce nelle competizioni UEFA per club, nella partita di andata, valevole per il secondo turno della Coppa Intertoto, contro lo Slavija Sarajevo. Il 28 luglio seguente arriva anche il primo gol, in occasione del match contro il Trabzonspor.
Nel luglio 2008 passa alla Steaua Bucarest. Debutta con la nuova maglia il 30 luglio nella sconfitta per 1-0 contro il Vaslui. Il 13 settembre segna il suo primo gol nell'incontro di Liga I contro il Farul Costanza vinto 4-0. Durante il triennio con la Steaua torna a calcare i palcoscenici europei disputando 4 partite in Champions League e 14 in Europa League. Nella stagione 2010-2011 si aggiudica inoltre la Coppa di Romania.
Nelle stagioni seguenti giocherà in Russia nel Volga, in Polonia nel Korona Kielce e di nuovo in Romania con le maglie di U Cluj, Braşov e Târgu Mureș.
Nell'estate 2015 si trasferisce al Seregno, in Serie D. Il 27 settembre 2015 debutta con la nuova maglia in occasione della sconfitta casalinga subita dalla Pro Sesto (1-2). Il 22 novembre segna la sua prima rete per gli azzurri nella vittoria contro la Pergolettese (0-1). Chiude la propria esperienza con i lombardi con 48 presenze complessive tra campionato e coppa e 6 gol.
Nel settembre 2017 si trasferisce al Lecco, rimanendo dunque in Serie D. Il successivo 15 dicembre rescinde anticipatamente il contratto che lo legava alla squadra lombarda.

## Palmarès

### Club

#### Competizioni nazionali
- Coppa di Romania: 1

Steaua Bucarest: 2010-2011